# かえるのうた (映画)
『かえるのうた』は、2005年6月10日公開の日本映画。いまおかしんじ監督。

## 概要
東京・下北沢を舞台に、対照的な2人の女性の日常を描く。2005年6月10日に成人映画『援助交際物語／したがるオンナたち』として劇場公開。2006年1月14日、『かえるのうた』と改題し、一般劇場での公開を開始。レーティングはR18+。
練炭自殺をしてしまったいまおかの友人とのエピソードを下地に置いており、男性2人ではピンク映画にならないと、女性2人の物語として執筆した。いまおかは「もう深刻なものなんて、何一つ要らない。ぬるい屁のようなものを思いを込めて描きました。」、「365日のうち1日でもいい日があったらそれでいいじゃないですか」と本作への思いやテーマをインタビューで語っている。

## あらすじ
彼氏と喧嘩した朱美は深夜の漫画喫茶へ出掛けると、「がんばれ元気」を取り合ったことでキョウコと出会い、やがて彼女と奇妙な共同生活をはじめる。夢も倫理観も正反対なふたりだけれど、一緒にいるとなんだか幸せであった。それでも彼氏と揉めたり、援助交際でトラブルになったり、幸せの中にもスペクタクルが巻き起こる。

## 登場人物
工藤朱美
演‐向夏
子供を生んで幸せな家庭を育むことを夢見る女性。ただし同棲している新婚の夫には嫌気がさしている。趣味はカエルの小物集め。
映画紹介サイトなどでは「アケミ」と書かれることが多い。
伊東きょうこ
演‐平沢里菜子
漫画家をめざすが、稼ぎがなく援助交際で生計を立てる。傷つくのを恐れてずっとひとりで暮らしている。
映画紹介サイトなどでは「キョウコ」と書かれることが多い。
工藤良男
演‐吉岡睦雄
朱美の夫。浮気性。朱美にワインボトルで殴られる。
江口渚
演‐七瀬くるみ
ゴスロリ衣装を纏う良男の浮気相手。
寺田
演‐佐藤宏
援助交際の客。
清川次郎
演‐伊藤猛
SMマニアの兄。
清川三郎
演‐川瀬陽太
SMマニアの弟。

## スタッフ
- 監督・脚本：いまおかしんじ
- 企画：朝倉大介
- プロデューサー：福俵満、森田一人、増子恭一
- 撮影：前井一作
- 音楽：尾藤崇（ビト）
- 編集：酒井正次
- 録音：シネキャビン
- 助監督：伊藤一平
- 制作：Ｖパラダイス
- 製作・配給：国映、新東宝映画
- 配給：インターフィルム、アルゴ・ピクチャーズ（一般映画以降）[2]